# 佩韦拉尼奥
佩韦拉尼奥（義大利語：Peveragno），是意大利库内奥省的一个市镇。总面积68平方公里，人口5437人，人口密度80.0人/平方公里（2009年）。ISTAT代码为004163。